# Secció de futbol platja del Futbol Club Barcelona
El FC Barcelona té un equip professional de futbol platja, que es va fundar el 2011, i Ramiro Amarelle, un dels millors jugadors del món, va ser nomenat jugador-entrenador de l'equip.
El 2015, l'equip va guanyar la quarta edició del Mundialito de Clubes (Mundial de clubs) després de vèncer al Vasco da Gama a la final.

## Plantilla Barcelona Beach Soccer Cup 2015
| No. | Pos. | Nation  | Player          |
| --- | ---- | ------- | --------------- |
| —   | DAV  | Suïssa  | Dejan Stankovic |
| —   | DAV  | Sèrbia  | Bane            |
| —   | DEF  | Espanya | Juanma          |
| —   | DEF  | Espanya | Nico            |
| —   | DAV  | Espanya | Amarelle        |
| —   | DEF  | Espanya | Cristian Torres |
| —   | DAV  | Suïssa  | Phillipp Borer  |
| —   | POR  | Espanya | Dona            |
| —   | DAV  | Espanya | Antonio         |
| —   | DAV  | Japó    | Moreira Ozu     |

| No. | Posició | Nacionalitat       | Jugador                |
| --- | ------- | ------------------ | ---------------------- |
| —   | POR     | Polinèsia Francesa | Jonathan Torohia       |
| —   | MF      | Espanya            | Daniel Pajón Gómez     |
| —   | DEF     | Espanya            | Miguel Beiro           |
| —   | POR     | Espanya            | Cristian               |
| —   | DEF     | Itàlia             | Dario Ramacciotti      |
| —   | DAV     | Espanya            | Llorenç                |
| —   | DEF     | Espanya            | Raul Merida            |
| —   | DEF     | Brasil             | Bruno Xavier           |
| —   | POR     | El Salvador        | José Eliodoro Portillo |

Entrenador:vora Ramiro Amarelle

## Palmarès

### Competicions internacionals
- Mundialet de Clubs
  - Quart de final: 2012
  - Quart de final: 2011
  - Guanyadors: 2015
- North American Sand Soccer Championships
  - Tercer lloc: 2016
  - Guanyadors: 2015, 2017